# Kępanów
Kępanów – wieś położona w południowej Polsce, w województwie małopolskim, w powiecie bocheńskim, w gminie Łapanów.

## Części wsi
| SIMC    | Nazwa           | Rodzaj    |
| ------- | --------------- | --------- |
| 0823227 | Pod Lubomierzem | część wsi |
| 0823240 | Sicie           | część wsi |

## Położenie
Miejscowość położona jest na Pogórzu Wiśnickim na prawym brzegu rzeki Stradomka. Zajmuje płaskie i rozległe w tym miejscu dno doliny oraz okoliczne wzgórza. Przez Kępanów przebiega droga z Łapanowa przez Grabie i Kępanów do Raciechowic, oraz krzyżująca się z nią droga z Kępanowa do Jodłownika.

## Historia
Pierwsza wzmianka o Kępanowie pochodzi z 1372 roku, kiedy to wieś była znana pod nazwą Campanow. Nazwa miejscowości wywodzi się od imienia osobowego Kępan.
W latach 1975–1998 miejscowość administracyjnie należała do województwa tarnowskiego.

## Opis miejscowości
W Kępanowie przy tuż przy szosie znajduje się Cmentarz wojenny nr 343 – Kępanów z okresu I wojny światowej. Kępanów ma liczne kapliczki.